# Yodogimi

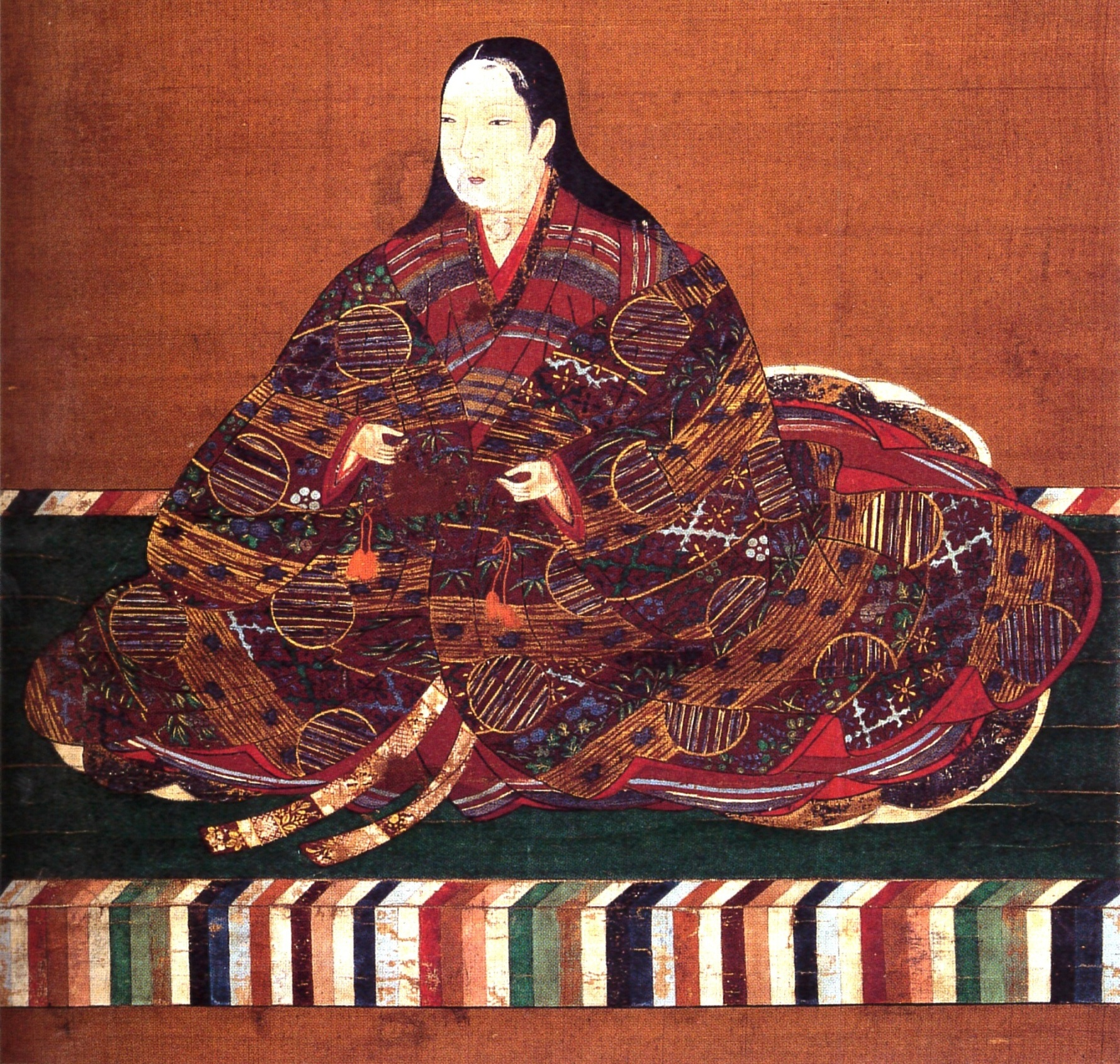
Representación de Yodogimi.

Yodogimi (淀君?), también conocida como Yodo-dono (淀殿?) o Cha-cha (茶々?) (1569 – 1615), fue una figura prominente a finales del período Sengoku e inicios del período Edo, una época convulsa de la historia de Japón. Fue concubina y segunda esposa de Toyotomi Hideyoshi, uno de los «tres grandes unificadores de Japón». Interesada en la política y la administración, actuó activamente por la restauración del clan Toyotomi después de la caída del consejo de los Cinco Ancianos, como guardiana de su hijo y sucesor de Hideyoshi, Toyotomi Hideyori, junto a quien se enfrentó al shogunato Tokugawa durante el asedio de Osaka.

## Biografía
Yodogimi fue la mayor de las tres hijas del daimyō Azai Nagamasa. Su madre, Oichi, era la hermana menor de Oda Nobunaga.
Tras la muerte de Nagamasa Toyotomi Hideyoshi se convirtió en su padre adoptivo y protector, aunque posteriormente se convirtió en su concubina. Se trasladó entonces al Castillo Yodo -de donde ella posteriormente tomó su nombre-. Se convirtió en madre del único heredero de Hideyoshi, Hideyori, quien nació en 1593, pues su hermano mayor, Tsurumatsu, nacido en 1588, murió muy niño.
Para 1594 la familia se trasladó al Castillo Fushimi, pero tras la muerte de Hideyoshi en 1598 y con ello la pérdida de poder e influencia del clan Toyotomi, se trasladó al Castillo Osaka con su hijo. Allí se convirtió en guardiana de su hijo y la líder del castillo, planeando restaurar el prestigio del clan interviniendo en política.
Tokugawa Ieyasu, quien se hizo con el control del país tras la muerte de Hideyoshi, vio pronto en Hideyori una amenaza para su gobierno, por lo que en 1614 asedió el castillo. Yodo-dono participó activamente en el asedio. Cuando un cañonazo de las tropas de Tokugawa alcanzó sus propios aposentos y mató a dos de sus doncellas, Yodo-dono junto a tres o cuatro mujeres más se vistieron con armadura y les dijo a sus guerreros que firmaran un tratado de paz. Sin embargo, Tokugawa rompió la tregua y las hostilidades se reanudaron en 1615, triunfando las tropas del shogunato Tokugawa, por lo que tanto Yodo-dono como su hijo cometieron seppuku, terminando así con el legado Toyotomi.